# 第165回国会
第165回国会（だい165かいこっかい）は、平成18年（2006年）9月26日に召集された臨時国会である。会期は12月19日までの84日間。
9月20日の自民党総裁選挙において選ばれた安倍晋三総裁による内閣が最初に臨んだ国会である。

## 審議された主要な法案
いずれも第164回国会からの継続審議法案（国会で重要法案と指定された法案は太字で示す）。
- 教育基本法改正案

高校での必修科目未履修問題、生徒・児童の自殺問題等についても審議された。また、同法案に関するタウンミーティングにおける質問依頼の問題も審議に影響した。衆議院では野党が欠席、参議院でも野党が反対する中、可決された。
- テロ対策特別措置法改正案
- 防衛庁設置法等改正案
- 国民投票法案

与党提出法案と民主党提出法案が審議されたが、いずれも継続審議となった。
- 信託法改正案
- 少年法改正案

## 成立した法律

### 衆議院議員提出法律
（与党議員提出）
- 独立行政法人平和祈念事業特別基金等に関する法律の廃止等に関する法律（平成18年12月22日法律第119号）
- 入札談合等関与行為の排除及び防止に関する法律の一部を改正する法律（平成18年12月15日法律第120号）
- 政治資金規正法等の一部を改正する法律（平成18年12月20日法律第113号）

外国人が過半数の議決権を保有している企業のうち日本の証券取引所に上場している企業に政治献金を認める法律。
（委員長提出）
- 北方地域旧漁業権者等に対する特別措置に関する法律の一部を改正する法律（平成18年12月22日法律第122号）
- 観光立国推進基本法（平成18年12月20日法律第117号）

現行の観光基本法を全部改正するもの。

### 参議院議員提出法律
（委員長提出）
- ドミニカ移住者に対する特別一時金の支給等に関する法律（平成18年11月22日法律第103号）
- 有機農業の推進に関する法律（平成18年12月15日法律第112号）

### 内閣提出法律
（新規立法）
- 信託法（平成18年12月15日法律第108号）
- 信託法の施行に伴う関係法律の整備等に関する法律（平成18年12月15日法律第109号）
- 道州制特別区域における広域行政の推進に関する法律（平成18年12月20日法律第116号）
- 地方分権改革推進法（平成18年12月15日法律第111号）

（全部改正）
- 教育基本法（平成18年12月22日法律第120号）

（一部改正）
- 防衛庁設置法等の一部を改正する法律（平成18年12月22日法律第118号）

防衛庁を防衛省に昇格させる法律。
- 平成十三年九月十一日のアメリカ合衆国において発生したテロリストによる攻撃等に対応して行われる国際連合憲章の目的達成のための諸外国の活動に対して我が国が実施する措置及び関連する国際連合決議等に基づく人道的措置に関する特別措置法の一部を改正する法律（平成18年11月1日法律第99号）

テロ特措法の期限を1年間延長するもの。
- 貸金業の規制等に関する法律等の一部を改正する法律（平成18年12月20日法律第115号）

グレーゾーン金利の廃止等。
- 著作権法の一部を改正する法律（平成18年12月22日法律第121号）

IPマルチキャスト放送による地上デジタル放送の同時再送信の円滑化のための改正、著作権の権利制限規定の見直し、著作権保護の強化。
- 感染症の予防及び感染症の患者に対する医療に関する法律等の一部を改正する法律（平成18年12月8日法律第106号）
- 関税暫定措置法の一部を改正する法律（平成18年12月8日法律第105号）
- 独立行政法人国際協力機構法の一部を改正する法律（平成18年11月15日法律第100号）
- 消費生活用製品安全法の一部を改正する法律（平成18年12月6日法律第104号）

ガス瞬間湯沸かし器による一酸化炭素中毒事故や、家庭用シュレッダーによる指切り事故などを受け、製品事故に関する情報の収集及び提供等の措置を定めたもの。
- 建築士法等の一部を改正する法律（平成18年12月20日法律第114号）

一級建築士によるマンションなどの耐震強度偽装事件を受けて、建物の安全性確保と建築士制度に対する信頼回復を目的とする改正。
- 一般職の職員の給与に関する法律の一部を改正する法律（平成18年11月17日法律第101号）
- 特別職の職員の給与に関する法律の一部を改正する法律（平成18年11月17日法律第102号）
- 防衛庁の職員の給与等に関する法律の一部を改正する法律（平成18年12月22日法律第123号）
- 地方公共団体の議会の議員及び長の選挙期日等の臨時特例に関する法律（平成18年12月8日法律第107号）

## 条約の承認
- 経済上の連携に関する日本国とメキシコ合衆国との間の協定第五条3及び5の規定に基づく市場アクセスの条件の改善に関する日本国とメキシコ合衆国との間の議定書
- 経済上の連携に関する日本国とフィリピン共和国との間の協定

## 内閣提出で継続審議になった法案
- 犯罪の国際化及び組織化並びに情報処理の高度化に対処するための刑法等の一部を改正する法律案

いわゆる共謀罪法案。
- 少年法等の一部を改正する法律案

## 内閣提出で廃案となった法案
- ねんきん事業機構法案
- 国民年金事業等の運営の改善のための国民年金法等の一部を改正する法律案

## 会期中の出来事
- 9月26日 - 召集日。
  - 午前 - 閣議において小泉内閣の総辞職を決定。
  - 午後 - 首班指名選挙を行い安倍晋三を第90代内閣総理大臣に指名、任命後直ちに安倍内閣が発足し最初の閣議が開かれた。
  - 7月1日に亡くなった橋本龍太郎元首相に対して民主党の代表者が追悼演説を行う。
- 9月29日 - 安倍内閣総理大臣の所信表明演説。
- 9月30日 - 公明党党大会。神崎武法が代表を退任し太田昭宏が無投票で新代表、北側一雄が幹事長となる。
- 10月4日まで - 各党代表質問。
- 10月5日 - 衆議院予算委員会が始まる。
- 10月8日 - 日中首脳会談。
- 10月9日 - 北朝鮮が核実験を決行。直後の日韓首脳会談でこの件が話し合われた。
- 10月10日 - 北朝鮮による核実験に対する抗議決議が衆議院本会議で全会一致で採択。
- 10月11日 - 北朝鮮による核実験に対する抗議決議が参議院本会議で全会一致で採択。
- 10月18日 - 今国会初の党首討論が行われる。
- 10月22日 - 衆議院神奈川16区、大阪9区の補欠選挙。
- 11月16日 - 教育基本法改正案衆議院通過
- 11月30日 - 防衛庁省昇格法案衆議院通過
- 12月15日
  - 衆議院　会期を12月19日まで延長・安倍内閣不信任決議案否決
  - 参議院　伊吹文部科学大臣問責決議案否決・防衛庁省昇格法案・教育基本法改正案成立
- 12月19日 - 閉会